# 山田和也 (映画監督)
山田 和也（やまだ かずや、1954年 - ）は、日本のドキュメンタリー映画監督、テレビ演出家。

## 経歴
- 1954年 - 高知県須崎市生まれ。
- 1976年 - 東京農業大学農学部卒業。
- 1980年-1981年 - テンプル大学(米国)芸術学部（ラジオ、テレビ、映画学科）中退。
- 1981年-1982年 - ニューヨーク大学コンティニューイングエデュケーション映画制作コース
- 1983年-1985年 - 日本テレビ契約ディレクター（ドキュメンタリー番組）となる。
- 1986年 - フリーランスディレクターになる。
- 1996年 - テレビディレクターの傍らドキュメンタリー映画監督として活動を始める。

## 主な作品
- 1996年
  - 記録映画　「好きなんやこの町が〜1995・神戸・ある避難所の記録〜」120分
- 1999年
  - 「障害者イズム〜車椅子の戦争〜」CSスカイパーフェクトTV 90分　
  - テレビ東京開局35周年記念番組「ココシリ・奥チベットの青く透明な大地」
- 1999年 - 2002年
  - 「グレートジャーニー人類5万年の旅5〜8」
- 2003年
  - 記録映画　「障害者イズム〜このままじゃ終われない〜」
- 2004年
  - NHKハイビジョン特集「世界自然遺産を行く サバンナの大水煙〜アフリカビクトリアの滝〜」
- 2006年
  - 記録映画 「puujee」110分
- 2006年 - 2008年
  - 「新グレートジャーニー 日本人の来た道・南方ルート〜ヒマラヤ・日本15000キロ〜」

## 受賞歴
- 1999年 - 「障害者イズム〜車椅子の戦争〜」
  - 郵政大臣特別賞
- 2003年 - 「障害者イズム〜このままじゃ終われない〜」
  - キネマ旬報文化映画ベストテン
  - 韓国障害者映画祭招待作品
- 2004年 - 「世界自然遺産を行く サバンナの大水煙〜アフリカビクトリアの滝〜」
  - NHKハイビジョン特集年間賞金賞
- 2007年 - 「puujee」
  - 韓国EBSインターナショナルドキュメンタリー映画祭 グランプリ受賞
  - EARTH VISION 第15回地球環境映像祭 環境映像部門入賞
  - キネマ旬報文化映画ベストテン 第3位
- 2008年 - 「puujee」
  - サンダンス映画祭（アメリカ） 公式ノミネート
  - 第11回シネマビアンテ国際ドキュメンタリー映画祭（イタリア） グリーンクロス特別賞、トリノ学生自治委員会特別賞W受賞
  - グリーンフィルムフェスティバルインソウル（韓国） 審査員賞&観客賞
- 2009年 - 「puujee」
  - ニューアジアフィルムフェスティバル（カナダ） 観客選考賞受賞
  - インターナショナルファミリーフィルムフェスティバル（アメリカ） 2009 Best Feature Foreign Documentary 受賞

## 関連人物
- 関野吉晴